# Neilia Hunter
Neilia Hunter Biden (Skaneateles, 28 juli 1942 – Wilmington, 18 december 1972) was een Amerikaanse lerares en de eerste vrouw van Joe Biden, die later de 46e president van de Verenigde Staten was. Ze overleed tijdens een auto-ongeluk in 1972, samen met hun eenjarige dochter. Hun twee andere kinderen overleefden het ongeluk wel.

## Biografie
Hunter werd geboren op 28 juli 1942 in Skaneateles. Ze groeide op in de regio Finger Lakes van New York. Ze studeerde aan de Universiteit van Syracuse en werd lerares Engels aan de St. Catherine of Siena in Wilmington. Op school werkte ze ook met kinderen met een verstandelijke beperking.
In 1964 ontmoetten Neilia Hunter en Joe Biden elkaar op een strand in de Bahamas, waar Biden op 'spring break' was. Zij trouwden op 27 augustus 1966 met elkaar. Haar ouders waren aanvankelijk tegen dit huwelijk, omdat Biden rooms-katholiek was en Hunter presbyteriaans.
Het stel kreeg drie kinderen: Joseph R. 'Beau' Biden III (1969-2015), Robert Hunter Biden (1970-) en Naomi Christina 'Amy' Biden (1971-1972).
Toen Biden in 1972 verkozen werd als senator vertelde Biden in een interview aan The News Journal het volgende over de rol van Neilia: "Er waren maar twee mensen die belangrijke beslissingen namen in de campagne. Ikzelf en Neilia."

### Auto-ongeluk
Nog voordat haar echtgenoot zijn eedaflegging tot senator had gedaan, kwam Hunter op 18 december 1972 om bij een zwaar auto-ongeluk. Zijzelf en dochtertje Naomi (ook bekend als "Amy") overleden bij aankomst in het ziekenhuis van Wilmington; beide jongens hadden alleen verwondingen opgelopen. Het ongeval op het kruispunt van Vally Road en Limestone Road in landelijk Hockessin was ongeveer anderhalve kilometer verwijderd van het historische huis van de familie in North Star, ooit het landgoed van de Republikeinse senator T. Coleman du Pont.
Hunter werd 30 jaar oud en werd begraven in Greenville, Delaware.
Na het ongeluk leerde Biden in 1975 Jill Jacobs kennen, met wie hij in 1977 huwde. Hunter had niet meegemaakt dat haar man Biden in het ziekenhuis de eed aflegde als senator van Delaware.

## Nalatenschap
In 2015 in een openingstoespraak aan de Yale University sprak Biden over zijn hechte band die hij voelde met zijn zonen na het ongeluk, en vertelde: "De geweldige band die ik heb met mijn kinderen is het geschenk, waarvan ik niet zeker ben dat ik zou hebben, had ik niet moeten doorstaan wat ik heb moeten doorstaan [na het fatale ongeval]."
Het Neilia Hunter Biden Park in een buitenwijk van New Castle County, Delaware, is ter nagedachtenis aan haar gewijd.
- Gemeinsame Normdatei: 1220916757
- Virtual International Authority File: 2248160486176405180000